# 9 iulie
ianuarie • februarie • martie  • aprilie  • mai  • iunie  • iulie  • august  • septembrie  • octombrie  • noiembrie  • decembrie
9 iulie este a 190-a zi a gregorian calendarului și a 191-a zi în anii bisecți. Mai sunt 175 de zile până la sfârșitul anului.

## Evenimente

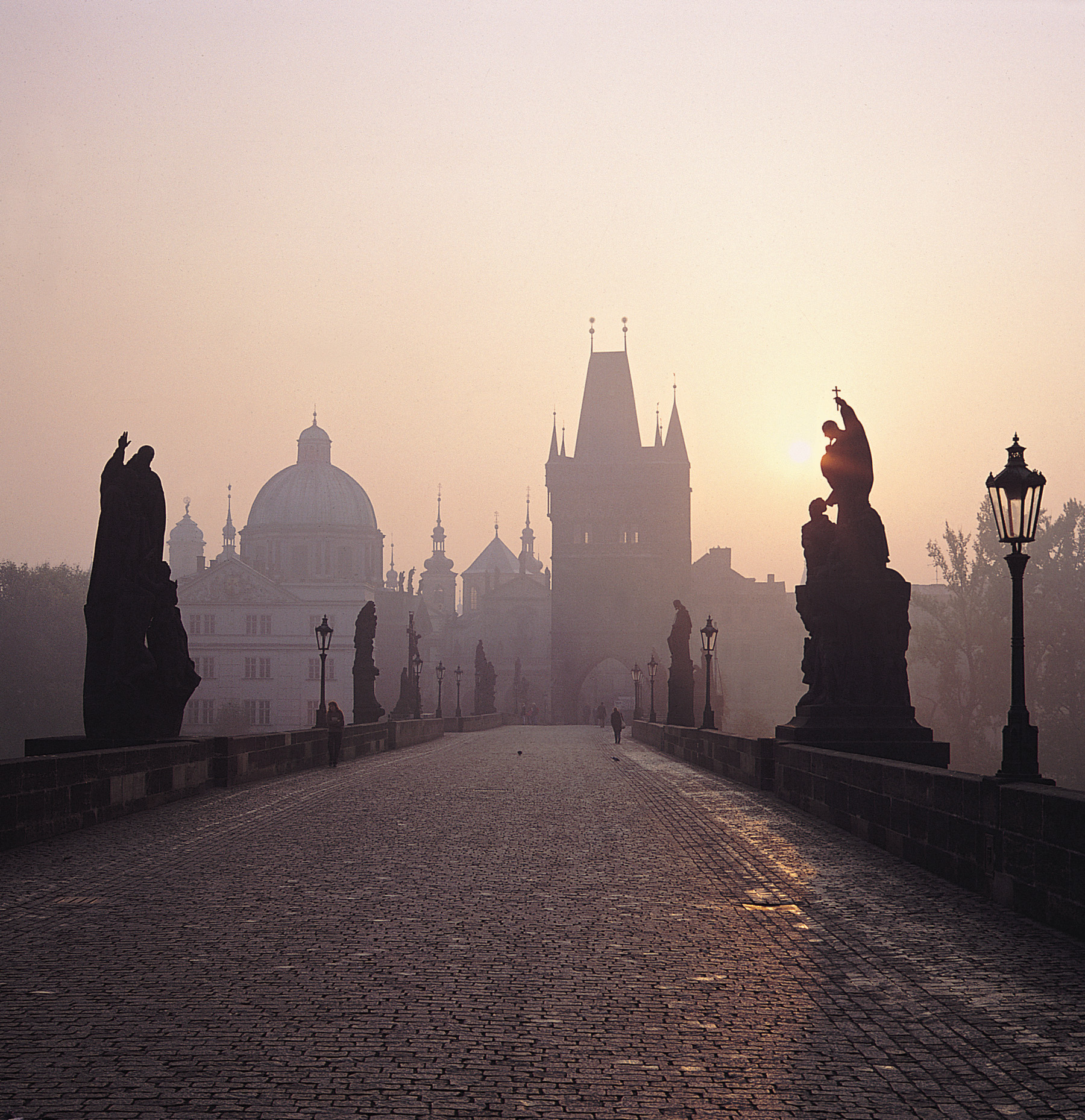
1357: Se pune piatra de temelie a Podului Carol din Praga.

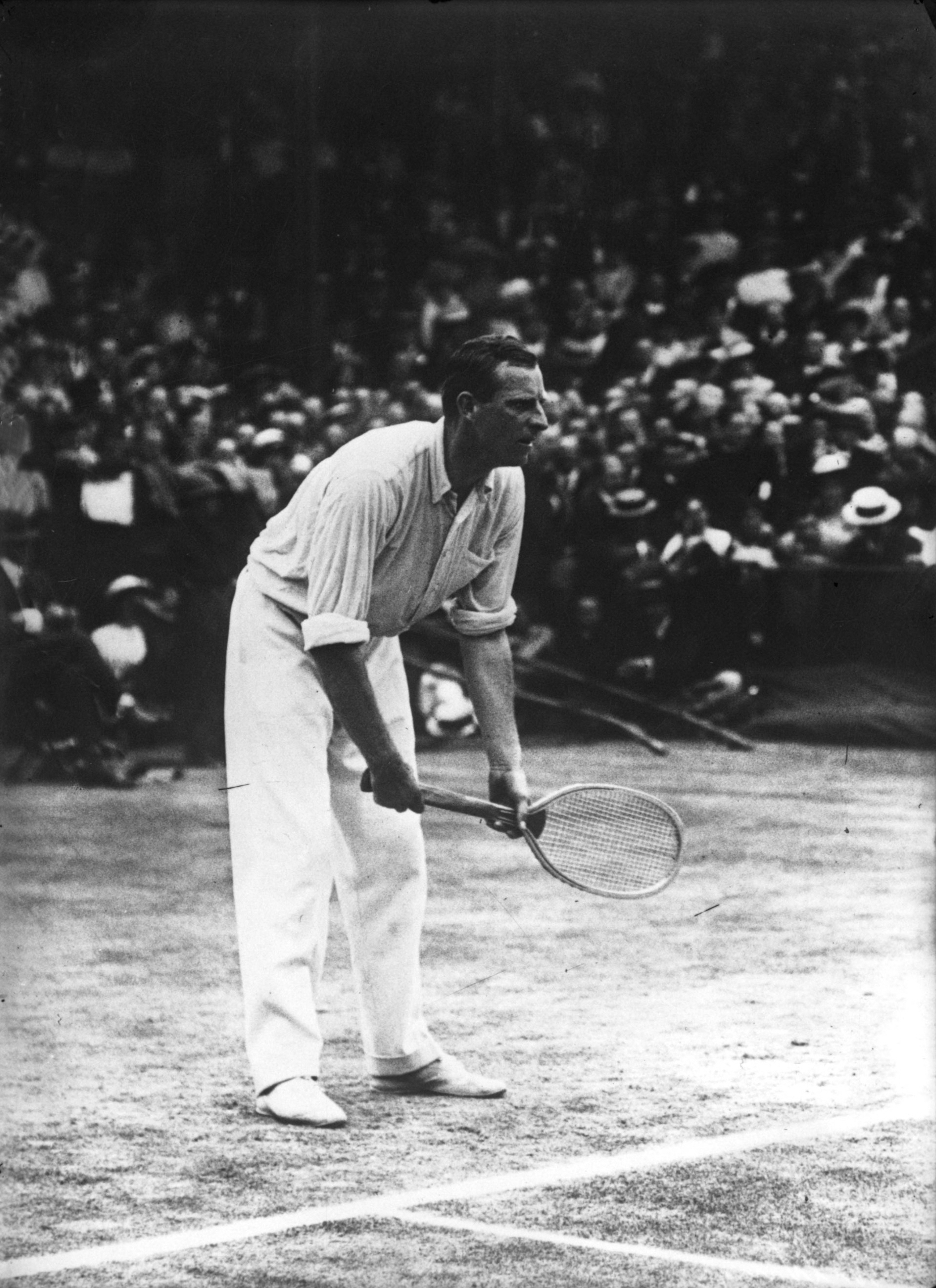
1877: S–a desfășurat prima ediție a Campionatului de tenis de la Wimbledon. Fotografie de la Wimbledon 1913.

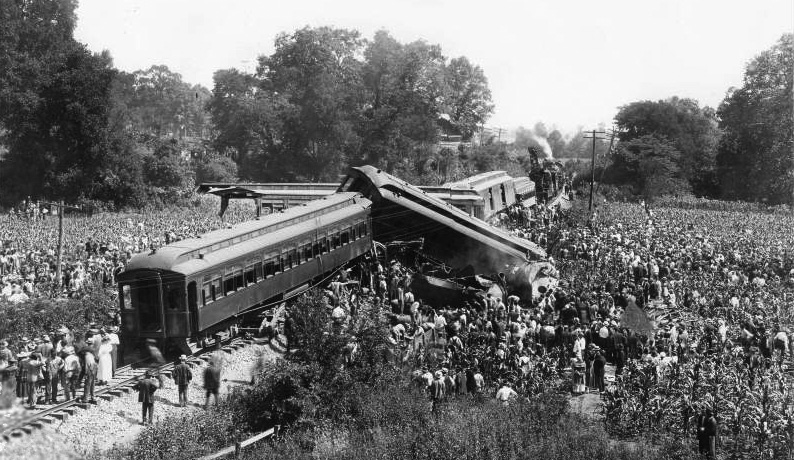
1918: În Nashville, Tennessee, două trenuri de pasageri se ciocnesc frontal, ucigând cel puțin 101 de persoane și rănind alte 171. Este considerat cel mai grav accident feroviar din istoria Statelor Unite.

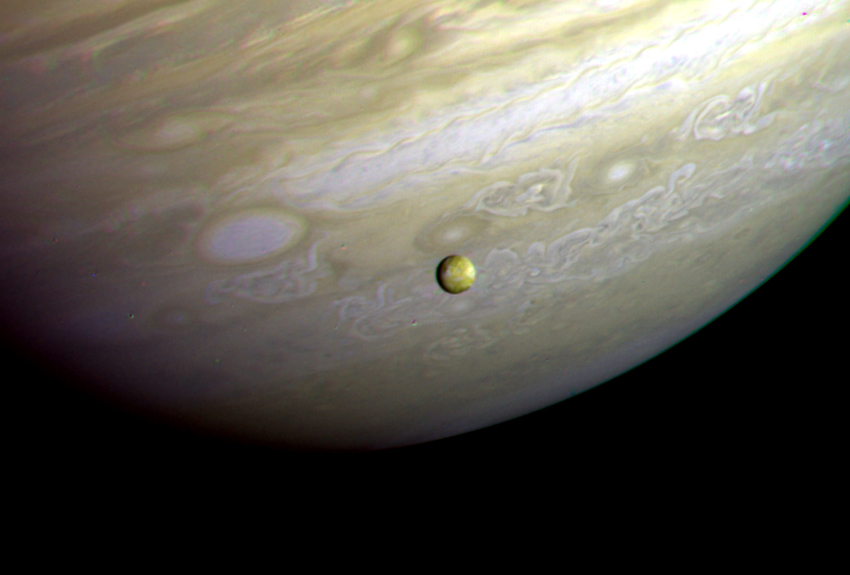
1979: Tranzitul lui Io de-a lungul planetei Jupiter fotografiat la 9 iulie 1979 de sonda Voyager 2

- 0118: Hadrian, devenit împărat cu un an în urmă, la moartea lui Traian, își face intrarea în Roma.[1]
- 0455: Comandantul militar roman Avitus este proclamat la Arles împărat al Imperiului Roman de Apus.
- 0869: Un cutremur de 8,4-9,0 Mw lovește zona din jurul Sendai din nordul Honshu, Japonia. Inundațiile de la tsunami s-au extins câțiva kilometri în interior.
- 1357: Împăratul Carol al IV-lea pune piatra de temelie a Podului Carol din Praga.
- 1520: Aceasta este data primei mențiuni păstrate privind o "hotărnicie" – se referea la fixarea hotarului dintre Țara Românească și Transilvania, în zona din nordul Olteniei.
- 1540: Regele Henric al VIII-lea al Angliei anulează căsătoria sa cu cea de-a patra soție, Anne de Cleves.
- 1595: Astronomul Johannes Kepler a publicat lucrarea "Mysterium cosmographicum", în care menționează șase planete.
- 1600: Mihai Viteazul a întemeiat Mitropolia românească din Transilvania.
- 1701: Războiul spaniol de succesiune: Austria înfrânge Franța în Bătălia de la Carpi.
- 1762: Ecaterina cea Mare devine împărăteasă a Rusiei în urma loviturii de stat împotriva soțului ei, țarul Petru al III-lea.[2]
- 1810: Napoleon anexează Regatul Olandei ca parte a Primului Imperiu francez.
- 1815: Charles Maurice de Talleyrand-Périgord devine prim-ministru al Franței.
- 1816: Argentina își declară independența față de Spania.
- 1850: Președintele american Zachary Taylor moare și este înlocuit de Millard Fillmore care devine cel de-al 13-lea președinte al Statelor Unite.
- 1850: Președintele Statelor Unite Zachary Taylor moare după ce a mâncat fructe crude și lapte cu gheață; el este succedat în funcție de vicepreședintele Millard Fillmore.
- 1850: Profetul persan Báb este executat la Tabriz, Persia.
- 1877: S–a desfășurat prima ediție a Campionatului de tenis de la Wimbledon.
- 1900: Regina Victoria și-a dat consimțământul regal privitor la Actul de Constituție a Commonwealth-ului Australian.
- 1902: Oamenii de știință germani izolează acidul barbituric, substanță ce va sta la baza somniferelor.
- 1918: În Nashville, Tennessee, două trenuri de pasageri se ciocnesc frontal, ucigând cel puțin 101 de persoane și rănind alte 171. Este considerat cel mai grav accident feroviar din istoria Statelor Unite.[3][4]
- 1922: Johnny Weissmüller, înotător american originar din Timișoara, coboară sub 1 minut recordul mondial la 100 m liber (58.6 secunde).
- 1941: Armata Română încheie operațiunile militare în Nordul Bucovinei, atingând granița existentă între România și URSS în vara anului 1940.
- 1941: În Transilvania de Nord, atribuită Ungariei fasciste prin Dictatul de la Viena, încep a fi organizate, de către autoritățile maghiare, detașamente de muncă formate din români.
- 1943: Invazia aliată în Sicilia va cauza căderea lui Mussolini și-l va forța pe Hitler să anuleze o ofensivă majoră la Kursk.
- 1945: În Austria se decide acordul aliaților despre cele patru zone de ocupație.
- 1947: Consiliul de Miniștri hotărăște să remită secretarului general al Organizației Națiunilor Unite declarația de intrare a României în forul mondial și de aderare la Carta Națiunilor Unite.
- 1955: La această dată a fost citit, la Londra, în cadrul unei conferințe de presă, textul declarației ce punea bazele mișcării Pugwash (mișcare a oamenilor de știință pentru pace, dezarmare și securitate); inițiatorii mișcării au fost savanții Bertrand Russel și Albert Einstein, declarația fiind semnată de către Einstein înainte de 18 aprilie 1955, data morții sale.
- 1958: Un cutremur de 7,8 Mw a avut loc în Golful Lituya, Alaska, provocând un mega tsunami cu înălțimea valului de apă de 525 metri pe marginea golfului Lituya; cinci persoane au fost ucise.
- 1979: Sonda Voyager 2 a ajuns la maximă apropiere de Jupiter, trecând la 570.000 km de planetă și trimițând multe fotografii cu Jupiter și lunile sale.
- 1993: Conferința Națională a Frontului Democrat al Salvării Naționale (FDSN) a hotărât schimbarea denumirii partidului în Partidul Democrației Sociale din România (PDSR) (9-10).
- 1997: Pugilistul american Mike Tyson a fost retras temporar din meciurile de box, ca pedeapsă pentru faptul că l-a mușcat pe Evander Holyfield de ureche.
- 2006: Cel puțin 120 de persoane mor într-un accident aviatic în apropierea orașului rus Irkutsk.
- 2007: În Argentina mai multe orașe au fost afectate de furtuni de zăpadă și viscole, într-o țară în care acest fenomen meteorologic este foarte rar. A fost pentru a treia oară când un fenomen de genul asta s-a întâmplat în Argentina. Prima dată a fost în 1912, iar cea de-a doua a fost în 1918.[5][6] Mulțimi de oameni s-au adunat pe străzi și parcurile din toată țara pentru a experimenta zăpada, pentru cei mai mulți pentru prima dată în viața lor.
- 2011: Sudanul de Sud și-a câștigat independența față de Sudan, în urma referendumului din ianuarie.
- 2018:  În Japonia, ploile abundente aduse de un taifun au produs inundații, alunecări de teren, au distrus case, drumuri și linii de cale ferată, în special în regiunile Chugoku și Shikoku; 222 de persoane au murit și 30 sunt date dispărute.[7] Acesta este a doua catastrofă ca mărime, după inundația din 1982, când au murit 299 de persoane.[8]

## Nașteri
- 1511: Dorothea de Saxa-Lauenburg (d. 1571)
- 1578: Ferdinand al II-lea, Împărat al Sfântului Imperiu Roman (d. 1637)
- 1654: Împăratul Reigen al Japoniei (d. 1732)
- 1744: François-Guillaume Ménageot, pictor francez (d. 1816)
- 1750: Bathilde d'Orléans, ducesă de Bourbon (d. 1822)
- 1764: Ann Radcliffe, scriitoare britanică (d. 1823)
- 1800: Friedrich Gustav Jakob Henle, medic german (d. 1885)
- 1819: Elias Howe, fabricant american și pionier în dezvoltarea mașinilor de cusut (d. 1867)
- 1836: Sofia de Nassau, soția regelui Oscar al II-lea al Suediei și Norvegiei (d. 1913)
- 1834: Jan Neruda, poet ceh (d. 1891)
- 1848: Robert I, Duce de Parma (d. 1907)
- 1854: Frédéric Samuel Cordey, pictor francez (d. 1911)
- 1858: Franz Boas, antropolog german (d. 1942)
- 1879: Ottorino Respighi, compozitor italian (d. 1936)

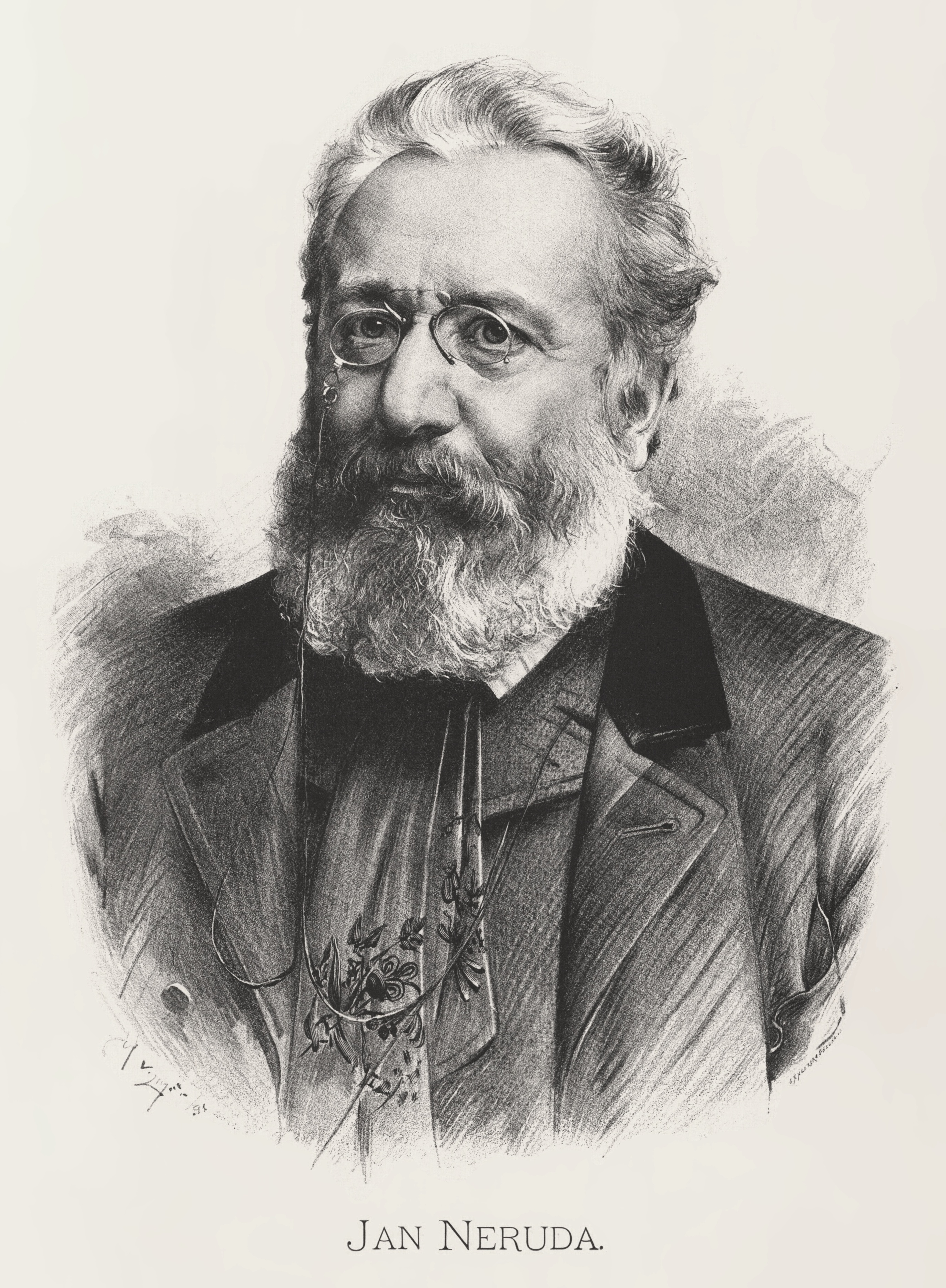
Jan Neruda, poet ceh
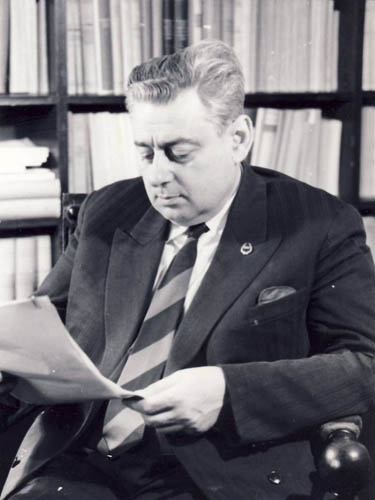
Alexandru Graur, lingvist român
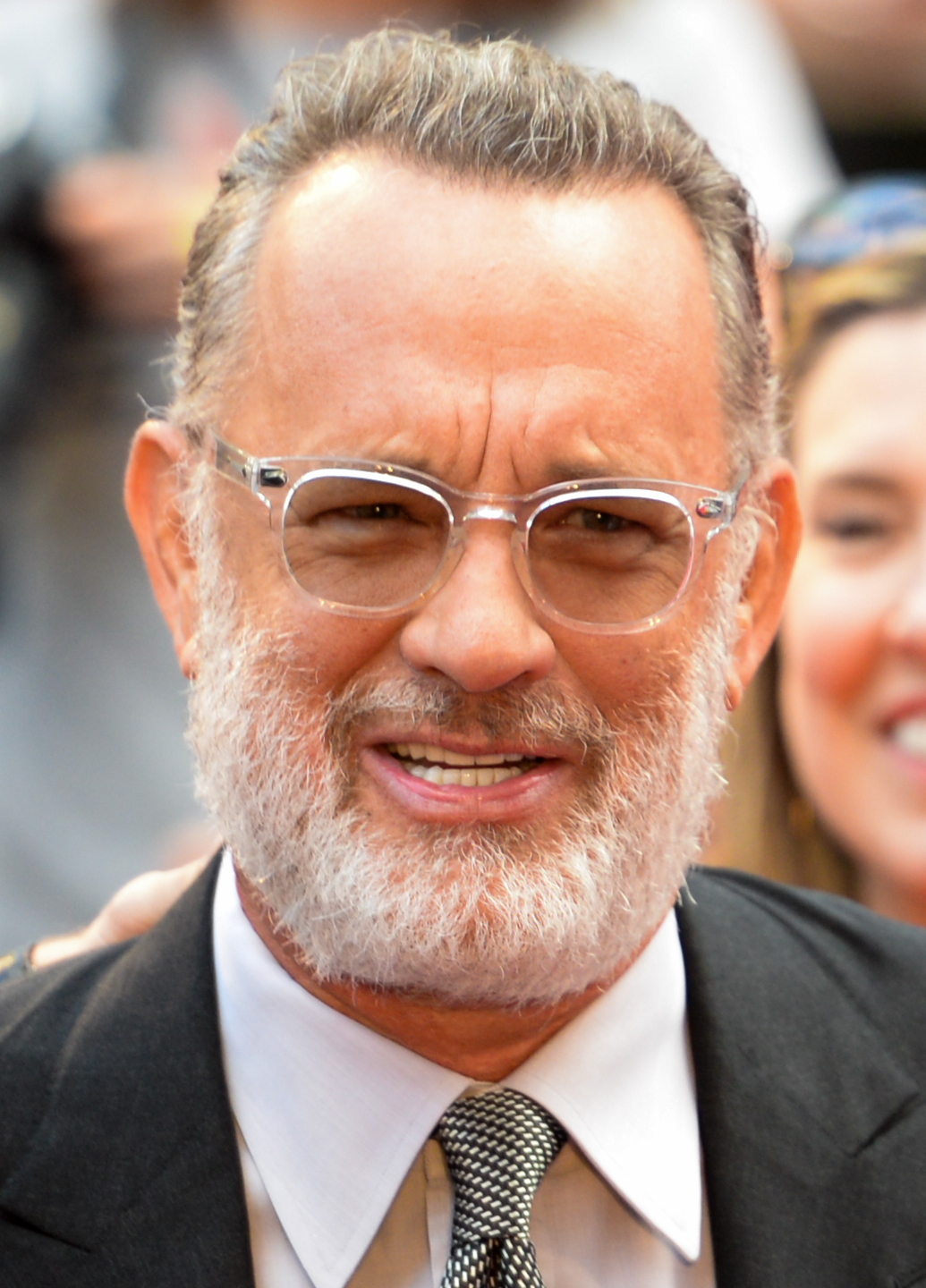
Tom Hanks, actor american

- 1894: Piotr Kapița, fizician rus (d. 1984)
- 1900: Alexandru Graur, lingvist român de etnie evreiască, membru al Academiei Române (d. 1988)
- 1901: Barbara Cartland, scriitoare britanică (d. 2000)
- 1911: John Archibald Wheeler, fizician american (d. 2008)
- 1916: Edward Heath, prim-ministru britanic (d. 2005)
- 1926: Ben Mottelson, fizician danez de origine americană (d. 2022)
- 1927: Zdzisław Maklakiewicz, actor polonez (d. 1977)
- 1932: Donald Rumsfeld, politician american (d. 2021)
- 1933: Renato Pestriniero, scriitor și pictor italian
- 1935: Wim Duisenberg, economist olandez și primul președinte al Băncii Centrale Europeane (d. 2005)
- 1937: Massimo Pica Ciamarra, arhitect italian
- 1937: David Hockney, pictor britanic
- 1938: Brian Dennehy, actor american (d. 2020)
- 1941: Nancy Farmer, scriitoare americană
- 1943: Margareta Pâslaru, cântăreață română, realizatoare de emisiuni radio și TV
- 1945: Dean Koontz, scriitor american
- 1946: Angela Similea, cântăreață română
- 1946: Bon Scott, solist-compozitor scoțiano-australian (AC/DC) (d. 1980)
- 1947: Mitch Mitchell, muzician britanic (d. 2008)
- 1947: Mirabela Dauer, cântăreață română
- 1947: O. J. Simpson, fotbalist, actor american (d. 2024)
- 1950: Viktor Ianukovici, politician ucrainean, al 4-lea președinte al Ucrainei
- 1951: Chris Cooper, actor american
- 1956: Tom Hanks, actor american
- 1957: Kelly McGillis, actriță americană
- 1959: Kevin Nash, profiwrestler american
- 1964: Courtney Love, cântăreață americană și actriță
- 1964: Gianluca Vialli, fotbalist italian (d. 2023)
- 1966: Amélie Nothomb, scriitoare belgiană
- 1968: Paolo Di Canio, fotbalist italian
- 1968: Daniel Iordăchioaie, cântăreț român
- 1971: Marc Andreessen, antreprenor american (Netscape Communications Corporation)
- 1982: Sakon Yamamoto, pilot de Formula 1 japonez
- 1985: Oana Țoiu, politiciană română
- 1991: Mitchel Musso, actor american
- 1991: Astride N'Gouan, handbalistă franceză
- 1992: Andreea Bogdanovici, handbalistă română

## Decese
- 1441: Jan van Eyck, pictor flamand (n. 1390)
- 1677: Angelus Silesius, poet silezian (n. 1624)
- 1737: Gian Gastone de' Medici, Mare Duce de Toscana (n. 1671)
- 1746: Filip al V-lea al Spaniei, rege (n. 1683)
- 1797: Edmund Burke, filosof și om de stat englez (n. 1729)
- 1850: Zachary Taylor, al 12-lea președinte al Statelor Unite (n. 1784)
- 1856: Amedeo Avogadro, chimist italian (n. 1776)
- 1880: Paul Broca, medic și anatomist francez (n. 1824)
- 1918: Marie Duhem, pictoriță franceză (n. 1871)

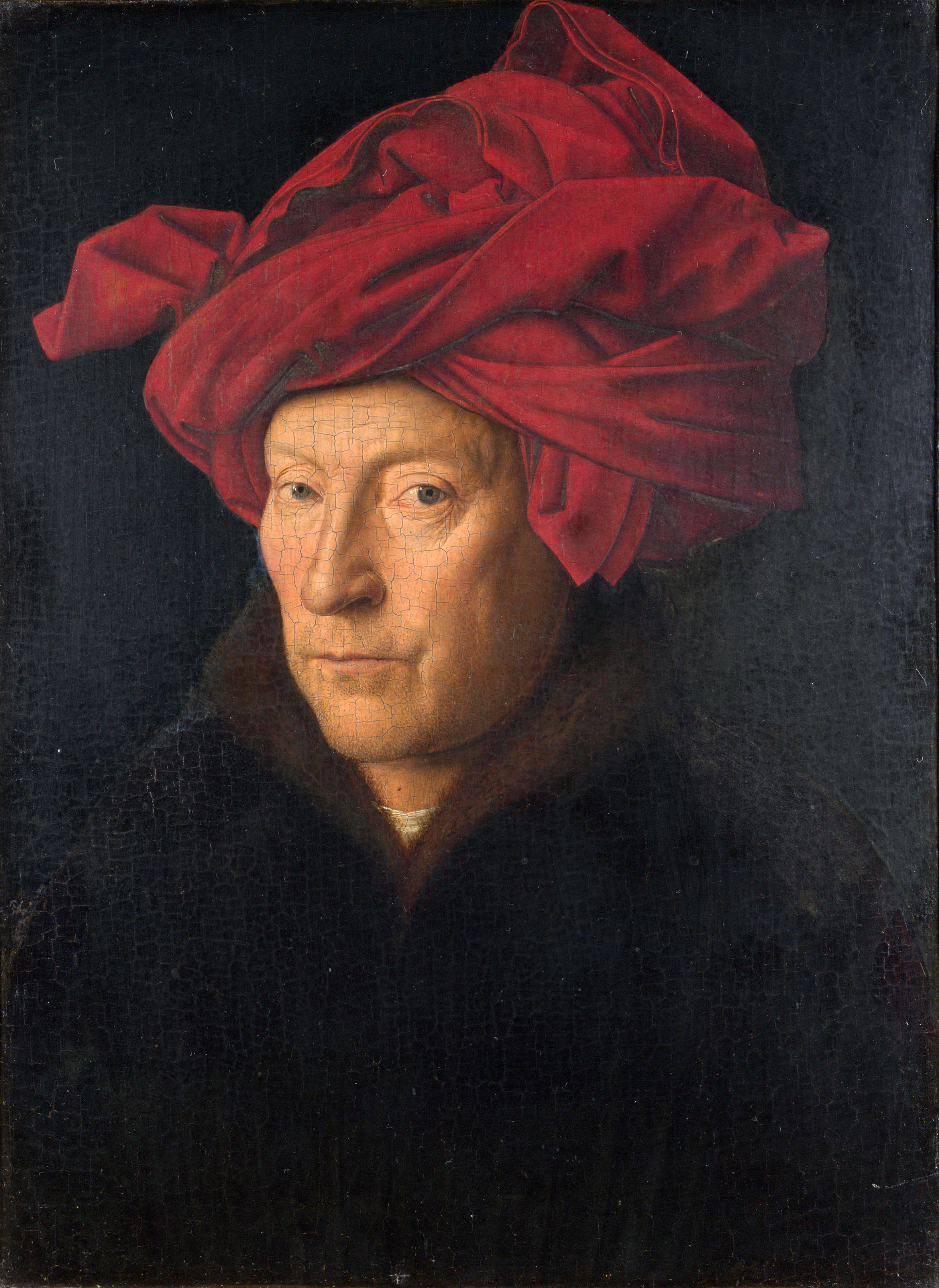
Jan van Eyck, pictor flamand
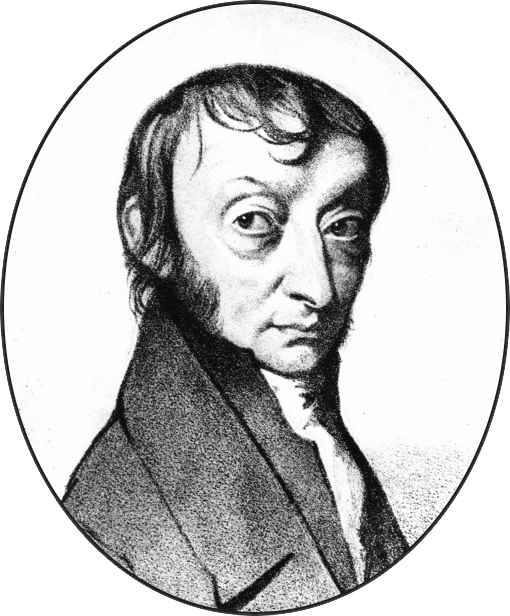
Amedeo Avogadro, chimist italian
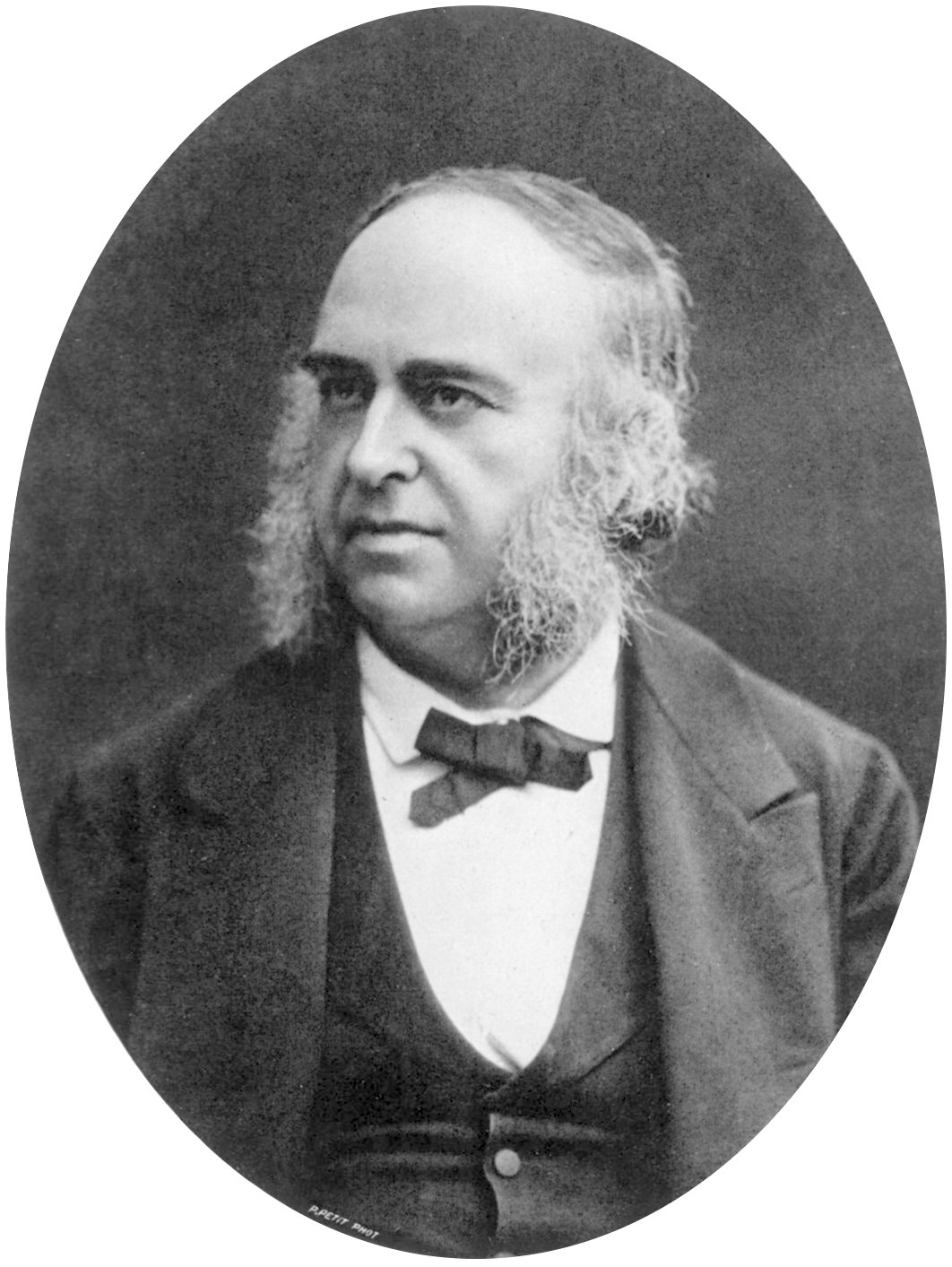
Paul Broca, medic și anatomist francez

- 1930: Julio Vila y Prades, pictor spaniol (n. 1873)
- 1932: King Camp Gillette, inventator american (n. 1885)
- 1945: Maria Pawlikowska-Jasnorzewska, poetă și autoare dramatică poloneză (n. 1891)
- 1962: Georges Bataille, scriitor francez (n. 1897)
- 1978: Stere Adamache, fotbalist român (n. 1941)
- 1985: Charlotte, Mare Ducesă de Luxemburg (n. 1896)
- 1985: Pierre-Paul Grassé, zoolog francez (n. 1895)
- 1988: Alexandru Graur, lingvist român de etnie evreiască, membru al Academiei Române (n. 1900)
- 2002: Rod Steiger, actor american (n. 1925)
- 2004: Jean Lefebvre, actor francez (n. 1922)
- 2005: Maria Peter, interpretă de muzică populară românească (n. 1925)
- 2007: Nicolae Proca, fotbalist român (n. 1925)
- 2020: Jean-François Garreaud, actor francez (n. 1946)
- 2023: Luis Suárez, fotbalist spaniol (n. 1935)

## Sărbători
- Sărbători naționale
  - Argentina: Recunoașterea independenței față de Spania (1816)
- Calendarul romano-catolic: Sfinții martiri din China